# 魯特河

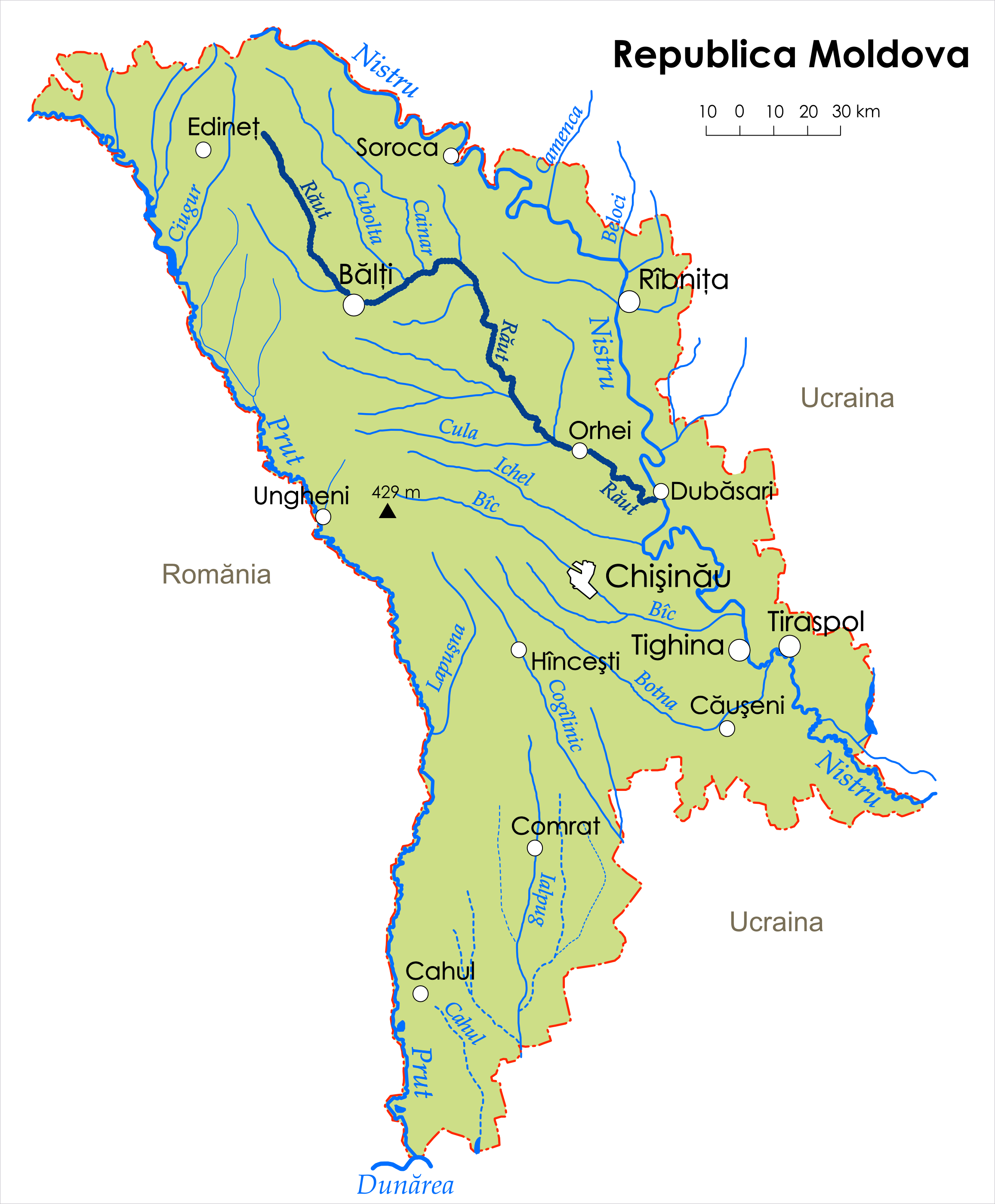
魯特河的地圖

魯特河（羅馬尼亞語：Răut）是歐洲東部摩爾多瓦境內的一條河流，全長 286 公里。為聶斯特河的支流。直到 18-19 世紀依舊可以行船，但今日只能航行小船。
流經的城市有伯爾齊、奧爾海伊以及 弗洛雷什蒂。

## 外部連結
- Răut River: all facts at a glance （页面存档备份，存于）
- 摩爾多瓦共和國 （页面存档备份，存于）
- 摩爾多瓦的照片 （页面存档备份，存于）